# آکیو تاکاشیما
آکیو تاکاشیما (انگلیسی: Akio Takashima؛ زادهٔ ۱۵ آوریل ۱۹۴۲) بازیکن هاکی روی چمن اهل ژاپن است.
وی در مسابقات کشوری و بین‌المللی در مجموع برندهٔ ۱ مدال برنز شده‌است.